# 新温泉町ケーブルテレビ夢ネット
新温泉町ケーブルテレビ夢ネット（しんおんせんちょうケーブルテレビゆめネット）は、兵庫県美方郡新温泉町（温泉地区）をエリアとする町営のケーブルテレビ局である。

## 歴史
- 2004年6月 - 試験放送開始
- 2005年
  - 4月 - 温泉町ケーブルテレビ夢ネットとして正式に開局
  - 10月1日 - 浜坂町・温泉町が合併（新設合併）し、新温泉町になったため、新温泉町ケーブルテレビ夢ネットに改称
- 2009年11月 - 同月実施の町長選挙の結果を受け、旧浜坂町エリアへの整備を最終的に断念（後述）。
- 2010年7月 - 地上デジタル放送の試験放送開始[1]。9月、地上デジタル放送の本放送開始。
- 2021年12月 - 施設の老朽化などを受け、民設民営型に移行して再整備する方針を決める[2]。
- 2022年10月 - 再整備に際して公募型プロポーザルを実施し、NTT西日本とスカパー!の2社による共同事業で進められる事が決定[2]。
- 2025年8月31日 - 1年余りの移行期間を経て、サービス終了予定[2][3]

## 所在地
- 新温泉町ケーブルテレビ事業室
  - 兵庫県美方郡新温泉町湯990番地8

## サービスエリア
- 兵庫県美方郡新温泉町（温泉地区）

## 新温泉町全域サービスエリア構想と反対運動
新温泉町では2008年から2010年までの3年でケーブルテレビの旧浜坂町へのエリア拡張を計画していた。この計画への理解をもとめるため、2007年7月から住民説明会や町の広報誌などでケーブルテレビ設置の効用について住民説明を行った。これに対して、町の財政事情などから住民は反対しており、反対署名が旧浜坂町の住民の75パーセントに達している。
2008年9月17日、新温泉町議会は浜坂地域でのCATV整備のための条例案を否決。その後、県に提出していた交付金の申請書が受理されず、交付金による事業推進は困難になった。
その後、2009年11月の町長選挙で、旧浜坂町へのエリア拡張を推進していた町長が落選。旧浜坂町地域の情報通信基盤整備政策は、ケイオプティコムが光ファイバーなどの施設整備とサービスを実施し、新温泉町はケイオプティコムにサービス開始の事業費の一部を補助することとなった。

## 主な放送チャンネル

### 地上波系列別再送信局
| NHK-G   | NHK-E   | NNN        | ANN            | JNN      | TXN          | FNS        | JAITS      |
| ------- | ------- | ---------- | -------------- | -------- | ------------ | ---------- | ---------- |
| NHK神戸 | NHK大阪 | 読売テレビ | 朝日放送テレビ | 毎日放送 | （配信なし） | 関西テレビ | サンテレビ |

1. ↑  兵庫県内においては、主に神戸市など阪神エリアや丹波市など丹波国地域と大阪湾に面した淡路島においてはテレビ大阪、姫路市・加古川市など播州地域においてはテレビせとうちが直接受信できるか、当該地域のケーブルテレビにて区域外再放送が行われているが、新温泉町のある但馬国地域では地形や技術上な問題で、直接受信は基より中継点を介した受信も困難であるため、現在の段階では再放送を行っていない。

### テレビ局
- CS有料放送の再送信は2012年3月末をもって廃止された。

| デジタル | 放送局                                                          |
| -------- | --------------------------------------------------------------- |
| 地上1    | NHK神戸総合                                                     |
| 地上2    | NHK大阪教育                                                     |
| 地上3    | サンテレビ                                                      |
| 地上4    | 毎日放送                                                        |
| 地上6    | 朝日放送テレビ                                                  |
| 地上8    | 関西テレビ                                                      |
| 地上10   | 読売テレビ                                                      |
| 地上11   | 自主放送（デジタル自主放送は11chと リクエストチャンネルを集約） |
| BS1      | NHK BS                                                          |
| BS4      | BS日テレ                                                        |
| BS5      | BS朝日                                                          |
| BS6      | BS-TBS                                                          |
| BS7      | BSテレ東                                                        |
| BS8      | BSフジ                                                          |
| BS9      | WOWOW                                                           |

### ラジオ局
| MHz  | 放送局       |
| ---- | ------------ |
| 78.4 | Kiss FM KOBE |
| 78.8 | エフエム山陰 |
| 80.0 | NHK大阪第1   |
| 80.6 | NHK大阪第2   |
| 81.2 | ラジオ関西   |
| 83.2 | NHK神戸FM    |

## 通信サービス
- インターネット接続サービス・告知放送・加入者間無料通話電話のサービスが実施されている。